# Каминокава

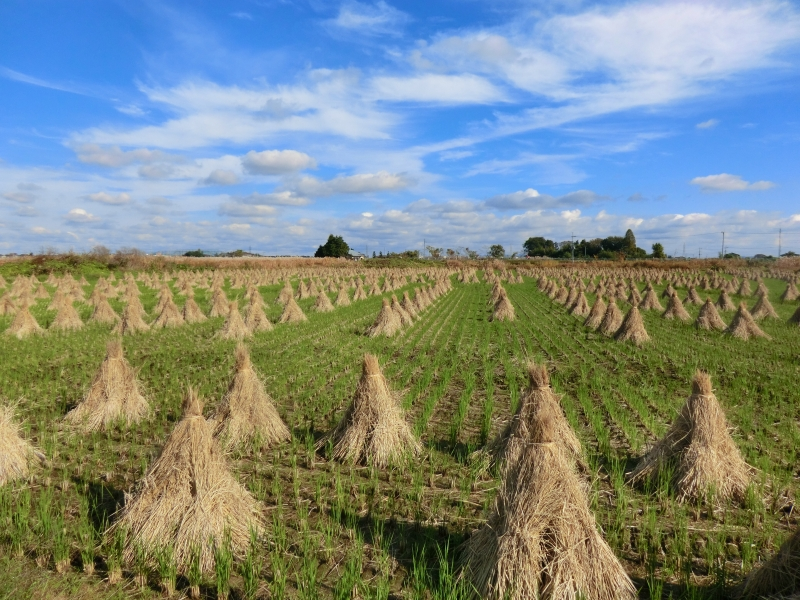
Сборка урожая риса в Каминокаве

Каминокава (яп. 上三川町 Каминокава-мати) — посёлок в Японии, находящийся в уезде Кавати префектуры Тотиги. Площадь посёлка составляет 54,52 км², население — 31 108 человек (1 июля 2014), плотность населения — 570,58 чел./км².

## Географическое положение
Посёлок расположен на острове Хонсю в префектуре Тотиги региона Канто. С ним граничат города Уцуномия, Моока, Симоцуке.

## Население
Население посёлка составляет 31 108 человек (1 июля 2014), а плотность — 570,58 чел./км². Изменение численности населения с 1980 по 2005 годы:
| 1980 | 24 597 чел. |  |
| 1985 | 25 229 чел. |  |
| 1990 | 27 300 чел. |  |
| 1995 | 27 700 чел. |  |
| 2000 | 29 421 чел. |  |
| 2005 | 31 592 чел. |  |

## Экономика
В Каминокаве расположен завод Nissan Тотиги, являющийся крупным местным работодателем.

## Символика
Деревом посёлка считается гинкго, цветком — Lagenaria siceraria, птицей — белая цапля.